# Reakcja spadochronowa
Reakcja spadochronowa – odruch występujący u niemowląt, pojawiający się w 8. miesiącu życia. Jest zaliczany do odruchów prymitywnych. Jego brak świadczy o uszkodzeniu ośrodkowego układu nerwowego, a w przypadku asymetrii odruchu świadczy o niedowładzie lub porażeniu połowiczym.

## Technika badania
Dziecko trzymane jest w powietrzu poziomo, równolegle do podłoża, twarzą skierowaną do dołu. Następnie nadaje się dziecku przyspieszenie, tak aby przyspieszenie działało na przednią część tułowia (szybkie pochylenie dziecka twarzą w kierunku podłoża), co powoduje wystąpienie u dziecka reakcji obronnej pod postacią wyprostowania kończyn górnych. Ta reakcja obserwowana jest już od 6 miesiąca życia i jest określana jako gotowość do skoku (ang. readiness to jump).
Natomiast w przypadku równomiernego przyspieszenia, którego wektor skierowany jest prostopadle do podłoża, w miarę zbliżania się do podłoża, dziecko przyjmuje pozycję skoczka spadochronowego (ang. parachute reaction).